# Sora o Kakeru Shōjo
La chica que saltó a través del espacio (宇宙をかける少女 Sora o Kakeru Shōjo?) es una serie japonesa de anime que fue creada y producida por Sunrise. Basada en un concepto original del staff de animación de Sunrise, el anime fue dirigido por Masakazu Obara y fue escrito por Jukki Hanada. Supervisada por un equipo de animadores que habían trabajado anteriormente series como Mai-HiME y Mai-Otome.
El anime empezó a transmitirse en Japón por el canal de televisión TV Tokyo el 6 de junio de 2009. La serie tiene lugar en el espacio, donde los humanos viven en colonias espaciales alejadas de la Tierra. La adaptación al manga Sora Kake Girl R, fue publicada en marzo de 2009 en la revista Comic Rex de Ichijinsha además de otro manga, Sora Kake Girl D, publicado en abril de 2009 en Dengeki Daioh por ASCII Media Works. La novela ligera fue creada en diciembre de 2008 por Ichijinsha's Chara Mel.